# Alferio Pappacarbone
Svatý Alferio Pappacarbone (930, Salerno – 12. dubna 1050, Cava de' Tirreni) byl italský duchovní, benediktin a zakladatel opatství Nejsvětější Trojice v Cava de' Tirreni.

## Život
Narodil se roku 930 do šlechtické lombardské rodiny. Zprávy získané z pozdních zdrojů o jeho příslušnosti ke šlechtické rodině Lombard Pappacarbone, kteří byli spříznění s knížaty ze Salerna, jsou považovány za pochybné. Od mládí byl ve službách lombardských knížat.
Roku 1002 byl poslán jako vyslanec k císaři Jindřichu II., aby požádal o vojenskou pomoc proti Byzanci, která ohrožovala Salernské knížectví. Jakmile dorazil do Alp, vážně onemocněl a požádal o ubytování v klášteře v Chiusa di San Michele. Zde slíbil, že pokud se uzdraví, zřekne se politické kariéry a vstoupí do kláštera. Uzdravil se a přijal mnišství v opatství Cluny. Zde byl také vysvěcen na kněze.
Po několika letech ho kníže Guaimario III. Salernský povolal do Salerna, aby zde reformoval kláštery. Po určité době začal toužit po poustevnickém životě. Tajné opustil Salerno a usadil se v jeskyni Arsicia na svazích Monte Finestra (dnes v Cava de' Tirreni). Zde se se dvěma společníky zcela oddal modlitbě, pokání a práci. Brzy se sláva jeho svatosti rozšířila do okolních měst. Připojili se k němu další muži a mnoho lidí u něj hledalo pomoc.
Byla potřeba zřídit klášter, který zasvětil Nejsvětější Trojici. Podle některých zdrojů se tak stalo roku 1011 nebo o několik let později.
Mezi jeho učedníky patřil Lev z Cavy a Viktor z Beneventa.
Zemřel 12. dubna 1050. Pohřben byl v jeskyni opatství.